# Alles kein Zufall
Alles kein Zufall. Kurze Geschichten ist eine Sammlung kurzer, vorwiegend autobiografischer Erzählungen von Elke Heidenreich, die 2016 bei Hanser erschienen ist.

## Inhalt
Die Sammlung besteht aus 189 Texten, die bis auf den Einleitungstext („Friss, Vogel“) und den titelgebenden letzten Text alphabetisch geordnet sind, von A wie „Allein“ bis Z wie „Zufall“. Es ist gewissermaßen ein Zettelkasten aus Bildern, Reminiszenzen und Reflexionen. Im Einleitungstext erzählt Heidenreich von ihrer Mutter, die keine Erinnerung zuließ, keinen Sinn für Sentimentalitäten hatte und daher folgerichtig alles wegwarf, was keine Rolle mehr spielte, den Ehering nach der Trennung vom Mann genau so wie das Kinderspielzeug der 13-jährigen Tochter:

„Ihre Tochter wurde eine, die alles hortete – Fotos, Bilder, Briefe, Andenken, Erinnerungen, alles wurde in Kisten und Kästen verwahrt, und als sie alt war, versank sie in ihnen, murmelte und las und kramte und schaute.“

Aus diesem Hort hat Heidenreich einen Extrakt an Erinnerungen gezogen und in Form teils ein wenig längerer, gelegentlich auch nur wenige Zeilen kurzer Texte gesammelt. Als Beispiel der „Briefe“ betitelte Text:

„Wenn meine Mutter Briefe schrieb, schrieb sie so sparsam, wie sie gern bei Aldi einkaufte:

»Lb. Elke,

lange nichts gehört. Schreib doch x. Frage wg. Weihn.: kommst du? + wenn, wann? Herzl. M.«“

## Rezeption
Britta Heidemann stellt in der WAZ zunächst fest: „[…] wer unter diesem Titel die große Autobiografie erwartet, wird enttäuscht“, dann aber: „Und vielleicht ist dies doch eine große Biografie – um die langweiligen Teile entschlackt, aufs Wesentliche konzentriert: die prägenden Momente der Kindheit im Revier. Die Liebschaften einer „schnell entflammbaren“ Frau. Höhen und Tiefen freundschaftlicher Verbindungen.“
Klaus Zeyringer sieht im Standard dagegen die Texte als „Sentimentalisierungshäppchen aus ihrer [Heidenreichs] Promi-Küche“ und meint, das Buch sei typisch für eine „Mediengesellschaft […], die Posen und Posierlichkeiten ihrer Promis als Kunst verkauft“.
Über die von Heidenreich selbst eingesprochene Hörbuchversion vermerkt Axel Weidemann in der FAZ: „Das Hörbuch gewinnt vor allem in der Figurenzeichnung der Sprecherin, bei der man ihre Kabarettfigur ‚Else Stratmann‘ heraushört.“

## Ausgaben
- Erstausgabe: Alles kein Zufall. Kurze Geschichten. Hanser, München 2016, ISBN 978-3-446-24601-0.
- E-Book: Hanser, München 2016, ISBN 978-3-446-24601-0 (EPUB).
- Hörbuch: Gelesen von Elke Heidenreich. Ungekürzte Fassung. 3 CDs. Random House Audio, München 2016, ISBN 978-3-8371-3387-5.